# Championnats d'Europe de gymnastique rythmique 2004
Navigation
Édition précédente Édition suivante
Les championnats d'Europe de gymnastique rythmique 2004, vingtième édition des championnats d'Europe de gymnastique rythmique, ont eu lieu du 4 au 6 avril 2004 à Kiev, en Ukraine.